# Landtagswahl in Rheinland-Pfalz 2001
- SPD: 49
- Grüne: 6
- FDP: 8
- CDU: 38

- Regierung: 57
- Opposition: 44

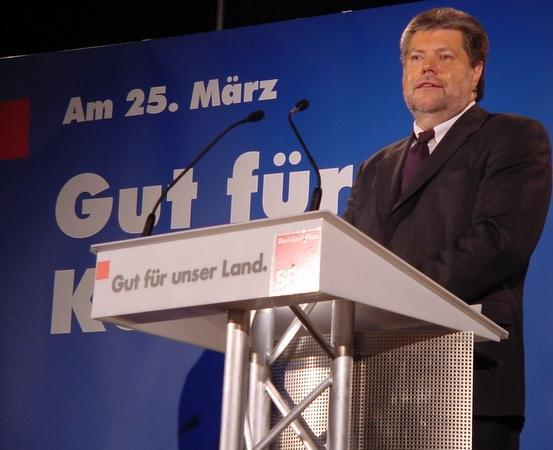
Kurt Beck im Landtagswahlkampf 2001

Die Landtagswahl in Rheinland-Pfalz 2001 fand am 25. März, gleichzeitig mit der Landtagswahl in Baden-Württemberg statt. Wahlsieger war die SPD, die gestärkt die sozialliberale Koalition fortsetzen konnte.

## Ausgangslage
Seit 1991 regierte in Rheinland-Pfalz eine sozialliberale Koalition aus SPD und FDP, seit 1994 mit Kurt Beck (SPD) als Ministerpräsident.

## Spitzenkandidaten
Für die SPD trat der seit 1994 im Amt stehende Ministerpräsident Kurt Beck an, für die CDU Christoph Böhr. Die FDP stellte Hans-Artur Bauckhage als Spitzenkandidaten auf.

## Ergebnis
Die Wahl zum 14. Landtag führte zu folgendem Ergebnis (endgültiges Ergebnis):
| Listen                          | Listen            | Wahlkreisstimmen | Wahlkreisstimmen | Wahlkreisstimmen | Wahlkreisstimmen | Landesstimmen | Landesstimmen | Landesstimmen | Landesstimmen | Mandate | Mandate |
| Listen                          | Listen            | Stimmen          | %                | +/-              | Mandate          | Stimmen       | %             | +/-           | Mandate       | Anzahl  | +/-     |
| ------------------------------- | ----------------- | ---------------- | ---------------- | ---------------- | ---------------- | ------------- | ------------- | ------------- | ------------- | ------- | ------- |
|                                 | SPD               | 789.660          | 43,4             | +2,1             | 30               | 820.610       | 44,7          | +4,9          | 19            | 49      | +6      |
|                                 | CDU               | 723.214          | 39,8             | –2,3             | 21               | 647.238       | 35,3          | –3,4          | 17            | 38      | –3      |
|                                 | FDP               | 134.729          | 7,4              | +0,7             | –                | 143.427       | 7,8           | –1,1          | 8             | 8       | –2      |
|                                 | GRÜNE             | 92.702           | 5,1              | –1,5             | –                | 95.567        | 5,2           | –1,7          | 6             | 6       | –1      |
|                                 | FWG               | 46.740           | 2,6              | N/A              | –                | 46.549        | 2,5           | N/A           | –             | –       | –       |
|                                 | REP               | 23.417           | 1,3              | –0,8             | –                | 44.586        | 2,4           | –1,0          | –             | –       | –       |
|                                 | Tierschutz        | –                | –                | N/A              | –                | 15.922        | 0,9           | N/A           | –             | –       | –       |
|                                 | NPD               | 559              | 0,0              | ±0,0             | –                | 9.110         | 0,5           | +0,1          | –             | –       | –       |
|                                 | ÖDP               | 4.603            | 0,3              | –0,4             | –                | 5.458         | 0,3           | –0,2          | –             | –       | –       |
|                                 | PBC               | 314              | 0,0              | –0,1             | –                | 5.379         | 0,3           | +0,1          | –             | –       | –       |
|                                 | PDS               | 660              | 0,0              | N/A              | –                | –             | –             | N/A           | –             | –       | –       |
|                                 | BWH               | 551              | 0,0              | N/A              | –                | –             | –             | N/A           | –             | –       | –       |
|                                 | Naturgesetz       | 376              | 0,0              | –0,1             | –                | –             | –             | –0,3          | –             | –       | –       |
|                                 | Einzelbewerber    | 395              | 0,0              | ±0,0             | –                | –             | –             | –             | –             | –       | –       |
| Gesamt                          | Gesamt            | 1.817.920        | 100              |                  | 51               | 1.833.846     | 100           |               | 50            | 101     | –       |
|                                 |                   |                  |                  |                  |                  |               |               |               |               |         |         |
| Ungültige Stimmen               | Ungültige Stimmen | 62.040           | 3,3              | +0,1             |                  | 46.114        | 2,5           | ±0,0          |               |         |         |
| Wähler                          | Wähler            | 1.879.960        | 62,1             | –8,6             |                  | 1.879.960     | 62,1          | –8,6          |               |         |         |
| Wahlberechtigte                 | Wahlberechtigte   | 3.025.090        |                  |                  |                  | 3.025.090     |               |               |               |         |         |
|                                 |                   |                  |                  |                  |                  |               |               |               |               |         |         |
| Quelle: Statistisches Landesamt |                   |                  |                  |                  |                  |               |               |               |               |         |         |

## Regierungsbildung
| Koalitionsoption                   | Sitze |
| ---------------------------------- | ----- |
| Zweidrittelmehrheit (ab 67 Sitzen) |       |
| SPD, CDU                           | 87    |
| Absolute Mehrheit (ab 51 Sitzen)   |       |
| SPD, FDP                           | 57    |
| SPD, Grüne                         | 55    |
| Sitze gesamt                       | 101   |

Neben einer Fortsetzung der seit 1991 bestehenden Koalition mit der FDP war für die SPD nun auch eine rot-grüne Koalition möglich, wie sie auf Bundesebene bestand. Ministerpräsident Kurt Beck entschloss sich für die Fortsetzung der Zusammenarbeit mit der FDP und bildete somit das Kabinett Beck III.

## Analyse

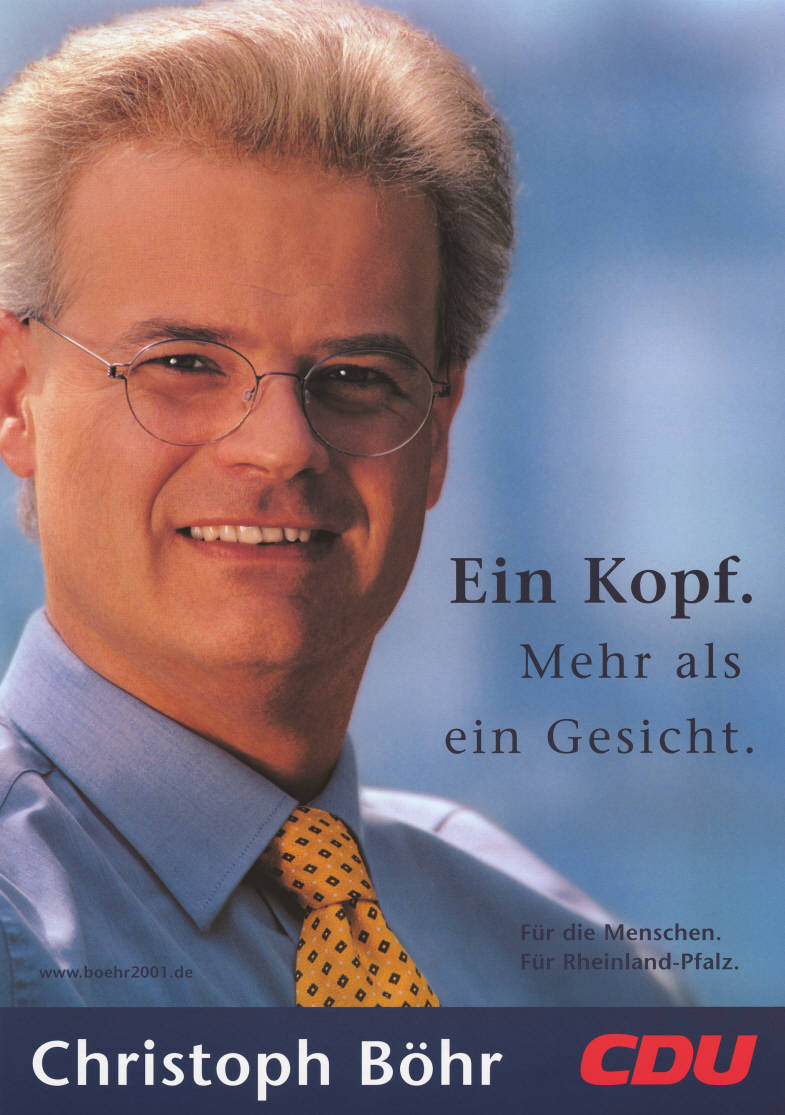
Wahlplakat der CDU mit Christoph Böhr

### Wahlbeteiligung
Die Wahlbeteiligung sank zum vierten Mal in Folge und erreichte den niedrigsten Stand seit Bestehen des Landes. Erneut lag die Wahlbeteiligung in den Städten deutlich niedriger als auf dem Land. Die kreisfreien Städte wiesen eine Wahlbeteiligung von rund 58 % aus, die verbandsfreien Gemeinden zählten 59 % und die Verbandsgemeinden mehr als 64 %. Die höchste Wahlbeteiligung erreichte mit 73 % die Verbandsgemeinde Cochem-Land, die niedrigste mit 53 % Idar-Oberstein.

### Wahlkreise
Wahlkreismandate von SPD und CDU bei den Landtagswahlen 2001 und 1996 sowie Veränderung:
| Wahlkreismandate/Veränderung SPD CDU          | SPD | CDU |
| --------------------------------------------- | --- | --- |
| Wahlkreismandate 1996                         | 24  | 27  |
| Wahlkreisgewinn durch gleiche Partei wie 1996 | 23  | 20  |
| Zugewinn eines neuen Wahlkreises              | 7   | 1   |
| Verlust eines bisherigen Wahlkreises          | 1   | 7   |
| Wahlkreismandate 2001                         | 30  | 21  |